# 101 Reykjavik (roman)
101 Reykjavik är en isländsk roman av Hallgrímur Helgason från 1996. Boken har filmatiserats med den spanska skådespelaren Victoria Abril i en av rollerna.
Romanens titel är namnet på det postnummerområde i centrala Reykjavik där större delen av handlingen utspelar sig. Huvudpersonen Hlynur är en dagdrivare som ägnar all sin kreativitet åt att förvränga det språk som han använder i sina konversationer. Boken nominerades till Nordiska rådets litteraturpris 1999 och översattes då till svenska av John Swedenmark. År 2000 utkom den på Norstedts förlag.